# Kostel svatého Mikuláše (Vinec)
Římskokatolický filiální kostel svatého Mikuláše ve Vinci je románská sakrální stavba stojící při jihozápadním okraji Mladé Boleslavi, ve Vinci. Tato svatyně dala jméno tzv. vinecké skupině kostelů, pro kterou je typické tvarové bohatství architektonických článků. Patří k nejcennějším památkám české románské architektury. Kostel je od roku 1965 chráněn jako kulturní památka a od roku 2008 také jako národní kulturní památka.

## Historie

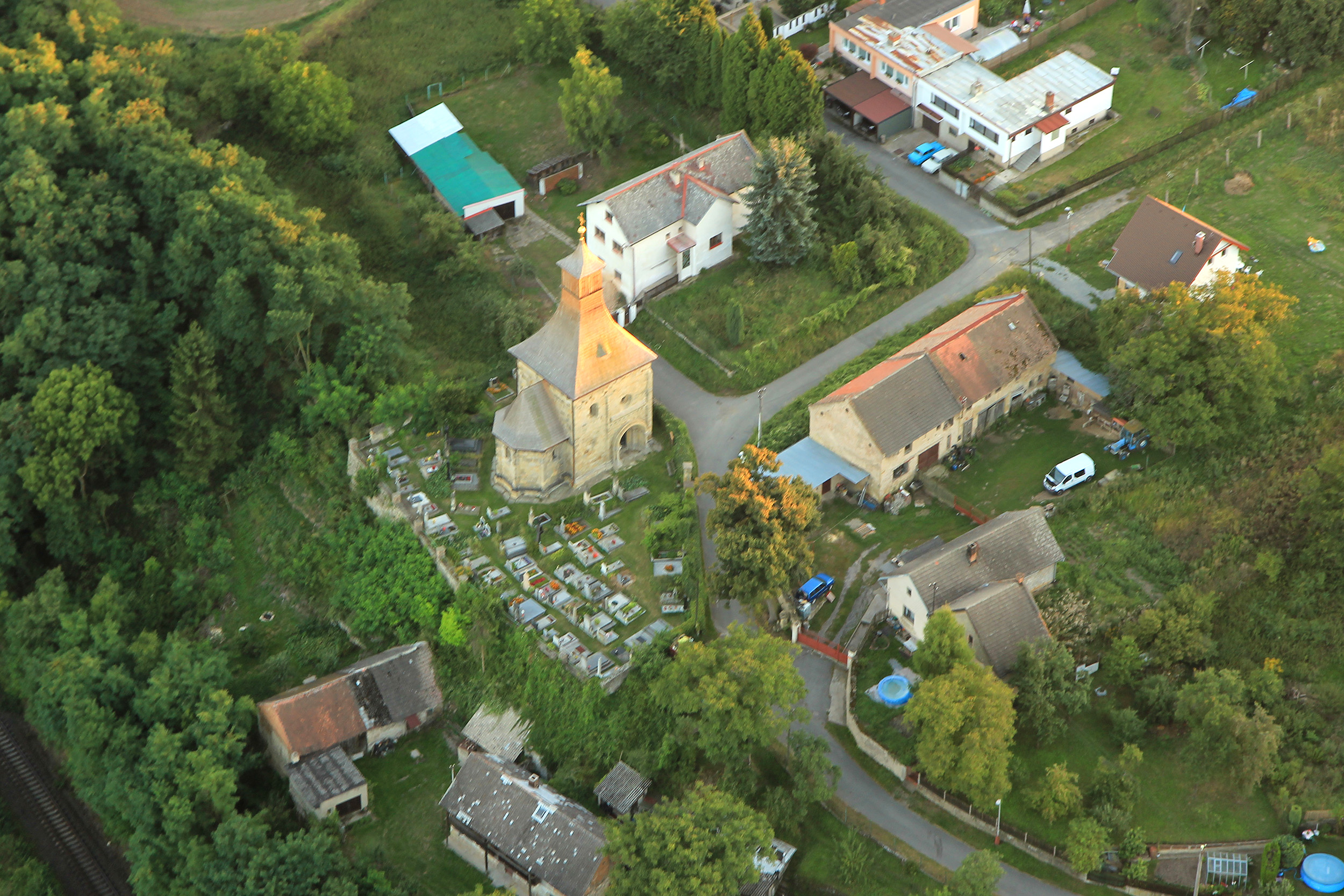
Letecký pohled na kostel sv. Mikuláše ve Vinci

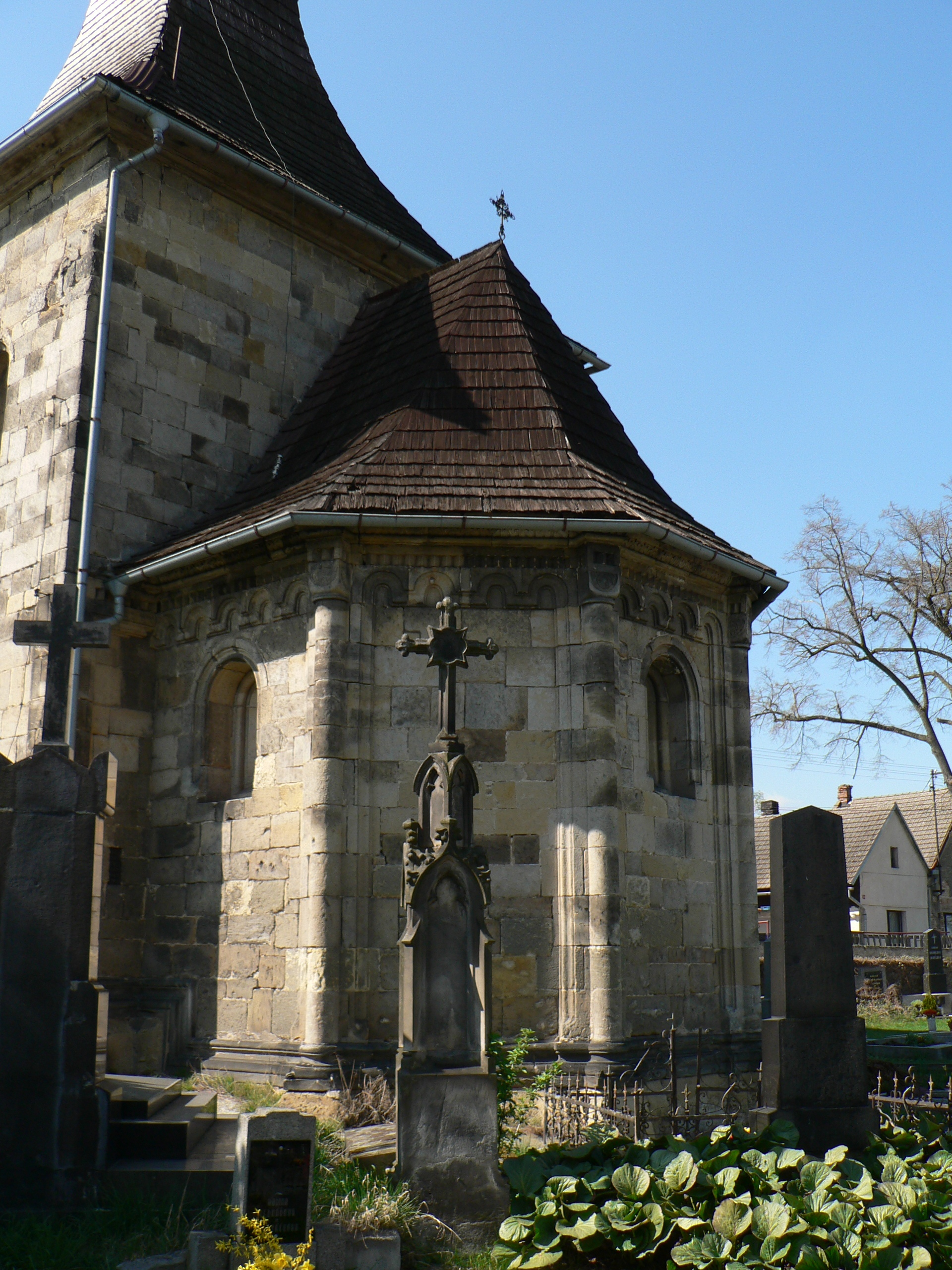
Závěr kostela sv. Mikuláše ve Vinci

Jedná se o románský tribunový kostel datovaný přibližně do roku 1240. Jedná se o nejstarší fungující a razantně nepřestavěnou sakrální stavbu v Mladé Boleslavi a nejbližším okolí.

## Architektura
Jedná se o čtvercovou stavbu z tesaných kvádrů. Má polygonální apsidu a bedněnou vížku. Kostel je krytý stanovou střechou.
Stěny lodě na trnoži jsou členěny typickými románskými lizénami s obloučkovým vlysem. Na rozích chóru jsou polosloupky s drápky na patkách a se zdobenými hlavicemi a lizény zdobící chór jsou nahoře spojené obloučkovým vlysem, nad ním je zubořez a římsa lemovaná palmetami. Ve zdi chóru se zachovala tři půlkruhově zakončená obdélná (střílnová) okna se zdobeným ostěním. Podobný charakter mají okna na severní a jižní straně lodi. Na jihu je ještě jedno drobné okénko, které osvětluje schodiště v síle zdi vedoucí na tribunu uvnitř kostela.
Bohatě je ozdoben i portál na severní straně. Prostor okolo něj je vymezen ze stran lizénami a nahoře, stejně jako na chóru, obloučkovým vlysem se zubořezem a římsou, která je lemovaná palmetami a zvířecími maskami. Nad římsou je čtyřlístkové okno, které osvětluje tribunu. Portál samotný vyrůstá z trnože, na které dosedá ostění portálu se zapuštěnými polosloupky do pravoúhlých ústupků, nad nimi je římsa a archivolty se zapuštěnými pruty. Hlavice sloupků jsou ozdobeny ornamentem z geometrických a rostlinných motivů. Dva představené sloupky s šikmo karnelovými sloupky mají hlavice ozdobené reliéfy orlů. V tympanonu je primitivní reliéf krucifixu a dvě ležící postavy.
Uvnitř je plochý dřevěný strop. Loď je z poloviny vyplněna emporou, která je přístupná z přízemí schodištěm v síle jižní stěny lodi. Od ní je empora (tribuna) oddělena plnou stěnou, která je otevřena bohatě profilovaným obloukem s obloučkovým vlysem a sdruženými okénky po stranách. Dříve tu byla také křížová klenba, kterou nesly polosloupy v koutech tribuny a uprostřed západní zdi. Empora spočívá na pilíři a je podklenuta dvěma kříži s konzolami a pasy spočívajícími na přízedních zdobených polosloupech. V koutech chóru (apsidě) jsou sloupky s drápky, nahoře spojené římsou. Půlkruhově zakončený triumfální oblouk je zvýrazněn polosloupy, jejichž hlavice jsou ozdobené rostlinnými rozvilinami. Na dřících je řeménkový ornament.

## Zařízení
Zařízení je pseudoslohové z roku 1886, kdy byl kostel restaurován v puristickém stylu. Na poloplackové klenbě apsidy se nacházejí nástropní malby.